# Overwatch (computerspil)
Overwatch er et multiplayer first-person shooter computerspil udviklet og udgivet af Blizzard Entertainment. Spillet blev annonceret ved BlizzCon i 2014. Det indeholder kooperativt gameplay med to hold der vælger ud fra 30 forskellige helte, hver med deres egne evner og roller. Spillet udkom i en lukket beta version i Nordamerika og Europa den 27. oktober 2015. Den sidste closed-beta weekend begyndte den 15. april 2016 og fungerede primært som en stresstest til Overwatch-serverne. Den varede 36 timer. Spillet blev udgivet den 24. maj 2016, til Microsoft Windows, PlayStation 4 og Xbox.

## Gameplay
Overwatch fungerer som et gruppebaseret kamp, med 2 hold bestående af seks spillere der kæmper mod hinanden. Spillerne vælger hver en ud af de 30 helte tilgængelige, hver har deres egne unikke evner og rolleklasse. De fire rolleklasser er: Kraftige helte med høj hastighed og angreb, dog lavt forsvar. Forsvars-fokuserede helte der danner "choke-points" til fjender. Support helte, der giver buffs eller debuffs til deres allierede og fjender (såsom healing eller hastighed til allierede), og tank-helte, som har en svært armerede til at modstå kraftige slag, og trække ilden væk fra holdkammerater. Spillere kan skifte mellem helte under kampen, efter dødsfald eller ved at vende tilbage til deres base, som er en del af spillets overordnede design til at kunne anvende sig til forskellige situationer. spillets baner er inspireret af nogle virkelige steder; de tre første baner ("King' s Row", "Hanamura", "Temple of Anubis") er inspireret af London, Japan, og ruinerne af det Gamle Egypten, hhv.

### Gamemodes
Overwatch har i øjeblikket fire betydningsfulde game-modes, herunder en hybrid af "assault" og "escort":
- Assault: Det angribende hold skal overtage to punkter på kortet, mens det forsvarende hold skal forsøge på at stoppe dem.[5][6]
- Escort: Det angribende hold skal eskortere en last, til et bestemt punkt, før tiden løber ud, mens det forsvarende hold skal stoppe dem. Det gør de ved at spillerne på det angribende hold står i nærheden af lastbilen, så den rykker sig langsomt langs en bane. Hvis en spiller fra det forsvarende hold kommer i nærheden af lasten, vil den, med det samme, afhøre med at bevæge sig videre.[5][6]
- Assault/Escort: Det angribende hold skal erobre lasten og eskortere den til sin destination, mens den forsvarende hold forsøger på at holde angriberne tilbage.
- Kontrol: Hvert hold forsøger at fange og fastholde et fælles kontrol-punkt, indtil deres "capture" procenttal når 100%. Denne gamemode spilles i et bedst-ud-af-tre-format.

### Helte
Spillere får erfaring igennem  "experience levels", efterhånden som de konkurrerer i kampe; erfaring gælder ikke kun om at vinde eller tabe, men også om hvor mange "kills", hvor effektive de har brugt deres karakter's væsentligste kompetencer, og et bruger-afstemt system bliver brugt til at bestemme den mest værdifulde spiller for at matche baseret på specifikke spil statistik. På "level up", spilleren kan modtage en "loot Box" som indeholder en række af kosmetiske produkter for visse helte, herunder "victory poses", spray maling, alternative udseender og "voice lines".

### Liste af helte
Siden spillets udgivelse i 2016 er der kommet 11 nye helte til.
| No. | Navn          | Introduceret                  | Sværhedsgrad | Kategori                 |
| --- | ------------- | ----------------------------- | ------------ | ------------------------ |
| 19  | D.Va          | 24. maj 2016 (Spil udgivelse) | ★★☆          | Tank                     |
| 24  | Orisa         | 21. marts 2017                | ★★☆          | Tank                     |
| 5   | Reinhardt     | 24. maj 2016 (Spil udgivelse) | ★☆☆          | Tank                     |
| 17  | Roadhog       | 24. maj 2016 (Spil udgivelse) | ★☆☆          | Tank                     |
| 9   | Winston       | 24. maj 2016 (Spil udgivelse) | ★★☆          | Tank                     |
| 28  | Wrecking Ball | 24 juli 2018                  | ★★★          | Tank                     |
| 13  | Zarya         | 24. maj 2016 (Spil udgivelse) | ★★★          | Tank                     |
| 29  | Ashe          | 13. november 2018             | ★★☆          | DPS. (Damage per second) |
| 11  | Bastion       | 24. maj 2016 (Spil udgivelse) | ★☆☆          | DPS. (Damage per second) |
| 25  | Doomfist      | 27. juli 2017                 | ★★★          | DPS. (Damage per second) |
| 21  | Genji         | 24. maj 2016 (Spil udgivelse) | ★★★          | DPS. (Damage per second) |
| 8   | Hanzo         | 24. maj 2016 (Spil udgivelse) | ★★★          | DPS. (Damage per second) |
| 18  | Junkrat       | 24. maj 2016 (Spil udgivelse) | ★★☆          | DPS. (Damage per second) |
| 14  | McCree        | 24. maj 2016 (Spil udgivelse) | ★★☆          | DPS. (Damage per second) |
| 20  | Mei           | 24. maj 2016 (Spil udgivelse) | ★★★          | DPS. (Damage per second) |
| 4   | Pharah        | 24. maj 2016 (Spil udgivelse) | ★☆☆          | DPS. (Damage per second) |
| 2   | Reaper        | 24. maj 2016 (Spil udgivelse) | ★☆☆          | DPS. (Damage per second) |
| 15  | Soldier: 76   | 24. maj 2016 (Spil udgivelse) | ★☆☆          | DPS. (Damage per second) |
| 23  | Sombra        | 4. november 2016              | ★★★          | DPS. (Damage per second) |
| 12  | Symmetra      | 24. maj 2016 (Spil udgivelse) | ★★☆          | DPS. (Damage per second) |
| 7   | Torbjörn      | 24. maj 2016 (Spil udgivelse) | ★★☆          | DPS. (Damage per second) |
| 1   | Tracer        | 24. maj 2016 (Spil udgivelse) | ★★☆          | DPS. (Damage per second) |
| 3   | Widowmaker    | 24. maj 2016 (Spil udgivelse) | ★★☆          | DPS. (Damage per second) |
| 22  | Ana           | 19. juli 2016                 | ★★★          | Support                  |
| 30  | Baptiste      | 19. marts 2019                | ★★★          | Support                  |
| 27  | Brigitte      | 20. marts 2018                | ★☆☆          | Support                  |
| 16  | Lúcio         | 24. maj 2016 (Spil udgivelse) | ★★☆          | Support                  |
| 6   | Mercy         | 24. maj 2016 (Spil udgivelse) | ★☆☆          | Support                  |
| 26  | Moria         | 16. november 2017             | ★★☆          | Support                  |
| 10  | Zenyatta      | 24. maj 2016 (Spil udgivelse) | ★★★          | Support                  |

## Plot
Overwatch på en futuristisk jord, år efter den verdensomspændende "Omnic Crisis". Under denne krise blev menneskeheden truet af "Omnic" kunstig intelligens. Dette førte til en opstand af robotter fra hele verden og en massiv konflikt på en global skala. for at afslutte denne konflikt, skabtes en international gruppe, der kaldes "Overwatch". Gruppen blev dannet af de Forenede Nationer for at beskytte menneskeheden, og at afslutte krisen. I årene efter forblev Overwatch som en fredsbevarende styrke, men efter flere tilfælde af kriminel aktivitet, de dukkede op rundt omkring på kloden, har gruppen blevet beskyldt om korruption.  Folk vendte sig imod dem, der havde frelst dem. 
Først betragtet som helte, Overwatch blev nu set ned på med mistænksomhed. 
Pludselig en dag blev hovedkvarteret for Overwatch ødelagt, tilsyneladende ved et uheld. Officielt, var det angrebet der tog livet af Overwatch leder Jack Morrison og næstkommanderende Gabriel Reyes. Efter denne begivenhed, blev Overwatch opløst. Der menes af nogle, af årsagen til undergangen af Overwatch skyldtes faktisk, en omfattende sammensværgelse af dem, der ønskede at se nedlæggelsen af Overwatch, selv om, intet er blevet bekræftet officielt af FN.